# Majdanek – cmentarzysko Europy
Majdanek – cmentarzysko Europy – polski film dokumentalny z 1944 roku w reżyserii Aleksandra Forda.

## Treść

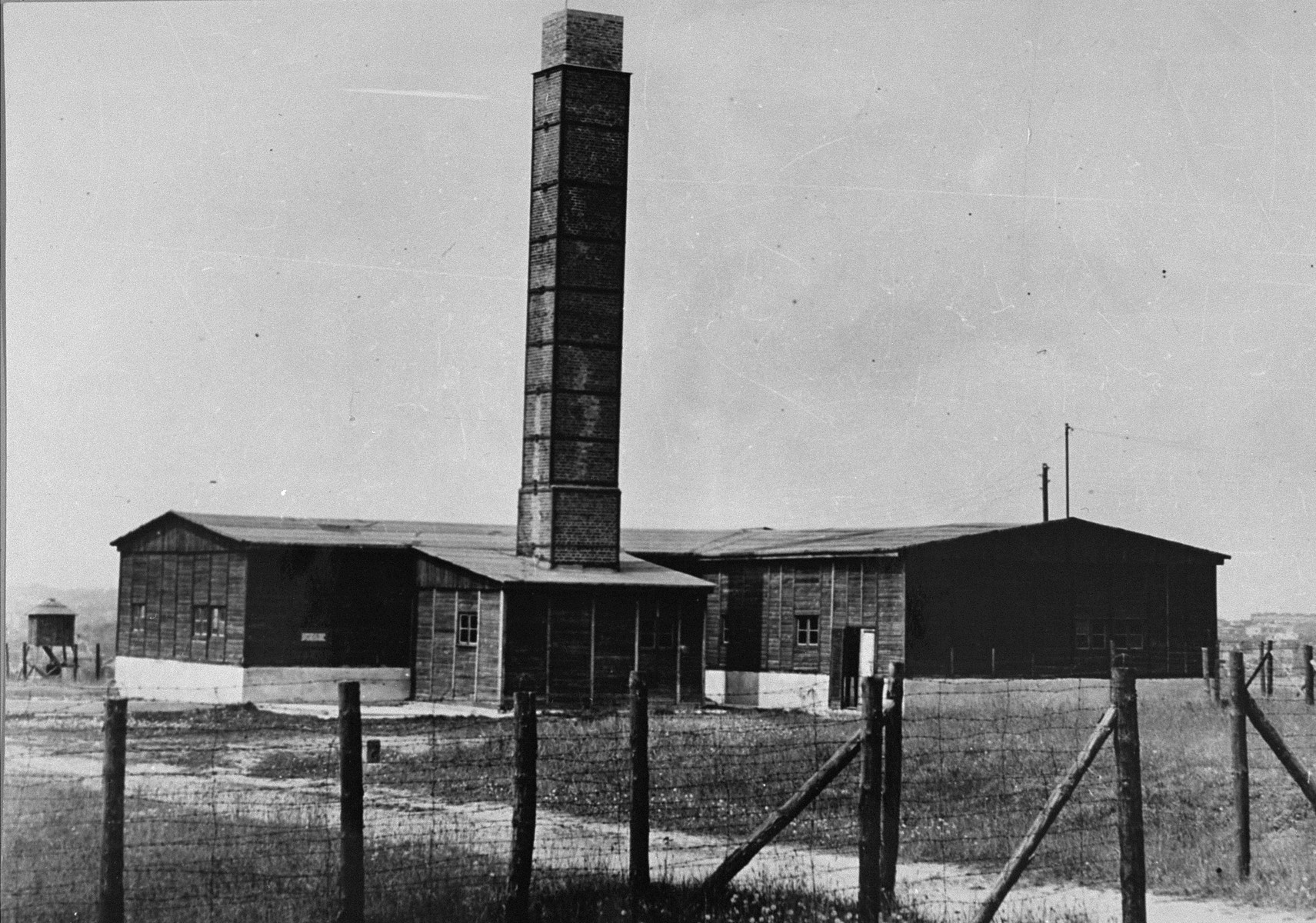
Krematorium obozu zagłady w Majdanku tuż po wyzwoleniu (1944)

Tematem filmu była działalność obozu zagłady w Majdanku, gdzie w trakcie II wojny światowej naziści przeprowadzali masowe mordy Żydów, Polaków oraz jeńców sowieckich, liczone w dziesiątkach tysięcy osób. Film rozpoczyna się wkroczeniem do Lublina oddziałów Ludowego Wojska Polskiego, by pokazać później odkryte ślady okrucieństw nazistowskich: szczątki zamordowanych, przedmioty po nich pozostawione, ekshumację grobów, a także świadectwa czterech byłych więźniów różnych narodowości. Film kończy odsłonięcie płyty pamiątkowej ku czci ofiar Majdanka, zwieńczone obrzędami pogrzebowymi.

## Produkcja

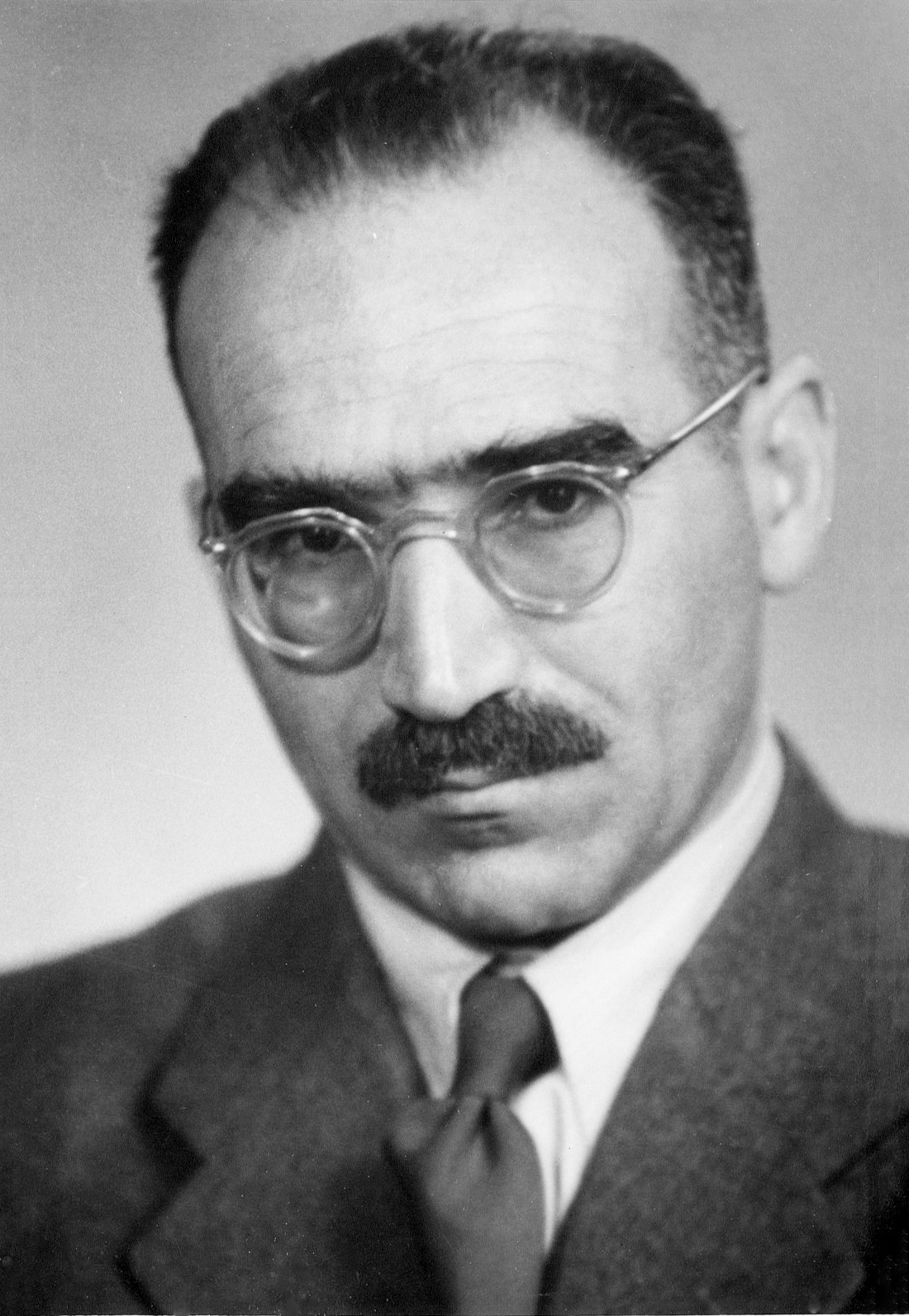
Aleksander Ford, reżyser filmu

Szybkie natarcie Armii Czerwonej w 1944 roku uniemożliwiło Niemcom likwidację dowodów rzeczowych na działalność obozu w Majdanku. Dokumentację ekshumacji szczątków w znalezionych masowych grobach prowadziły dwie ekipy filmowe: Wytwórnia Filmowa Wojska Polskiego oraz Wytwórnia Filmów Dokumentalnych w Moskwie, z czego to właśnie ta pierwsza, z Aleksandrem Fordem jako reżyserem i Jerzym Bossakiem jako dyrektorem artystycznym, wpłynęła na kształt dokumentu wyświetlanego w Polsce. Ekipie Forda towarzyszyły sowieckie oddziały wojskowe, a reżyser niejako skodyfikował najważniejsze motywy przewijające się przez późniejsze dokumenty obozowe (np. anglojęzyczne): pełne grozy ujęcia zbiorowych grobów, ogrodzenia z drutu kolczastego, znaki ostrzegawcze po niemiecku, stosy butów po zamordowanych.

## Znaczenie
Majdanek – cmentarzysko Europy, wyświetlany po raz pierwszy 25 lipca 1944 roku w Lublinie, był pierwszym kiedykolwiek nakręconym i wyświetlanym filmem o niemieckim nazistowskim obozie zagłady. Bez uznania autorów emitowano go w Niemczech, we Francji i w Stanach Zjednoczonych w zmienionych wersjach, błędnie przypisywanych innym realizatorom. Jego status jako pierwszego polskiego filmu o Zagładzie Żydów bywa jednak kwestionowany, ponieważ twórcy rozmyślnie zmarginalizowali fragmenty reportażowe dotyczące priorytetowej eksterminacji więźniów pochodzenia żydowskiego; film akcentował międzynarodowy wymiar zbrodni, portretując jako ofiary przede wszystkim więźniów słowiańskich. Gotowy materiał wieńczyła katolicka msza z odśpiewaną Rotą Marii Konopnickiej, co było oczywistym ukłonem Polskiego Komitetu Wyzwolenia Narodowego w stronę publiczności chrześcijańskiej.
Majdanek wpłynął także na konwencję późniejszych polskich filmów dokumentalnych o zbrodniach nazistowskich, m.in. Na Zachód (1944) Jerzego Bossaka, Szubienic w Stutthoffie (1945) Aleksandra Świdwińskiego, Ostatniego parteitagu w Norymberdze (1946) Antoniego Bohdziewicza.